# NXT TakeOver: WarGames II
NXT TakeOver: WarGames II (noto anche come NXT TakeOver: WarGames 2018) è stata la ventiduesima edizione della serie NXT TakeOver, prodotta dalla WWE per il suo settore di sviluppo, NXT, e trasmessa live sul WWE Network. L'evento si è svolto il 17 novembre 2018 allo Staples Center di Los Angeles (California).
La serie di NXT TakeOver, riservata ai lottatori di NXT, è iniziata il 29 maggio 2014, con lo show tenutosi alla Full Sail University di Winter Park (Florida) e trasmesso in diretta sul WWE Network. I Dark Match sono contati dalla WWE come taping per la prossima puntata di NXT.
Il nome dell'evento deriva da una vecchia stipulazione introdotta per la prima volta nella National Wrestling Alliance e ripresa successivamente nella World Championship Wrestling, ovvero il WarGames match.

## Risultati
| # | Match | Stipulazioni                                          | Durata |
| - | --- | ----------------------------------------------------- | ------ |
| N | Keith Lee ha sconfitto Fidel Bravo | Single match                                          | 02:00  |
| N | Lars Sullivan ha sconfitto Keita Murray | Single match                                          | 01:30  |
| N | Nikki Cross ha sconfitto Candice LeRae | Single match                                          | 07:30  |
| 1 | Matt Riddle ha sconfitto Kassius Ohno | Single match                                          | 00:07  |
| 2 | Shayna Baszler (c) ha sconfitto Kairi Sane per 2-1                                                                                             | 2-out-of-3 Falls match per l'NXT Women's Championship | 10:55  |
| 3 | Aleister Black ha sconfitto Johnny Gargano | Single match                                          | 18:10  |
| 4 | Tommaso Ciampa (c) ha sconfitto Velveteen Dream                                                                                                | Single match per l'NXT Championship                   | 22:25  |
| 5 | Pete Dunne, Ricochet e War Raiders (Hanson e Rowe) hanno sconfitto The Undisputed Era (Adam Cole, Bobby Fish, Kyle O'Reilly e Roderick Strong) | WarGames match                                        | 47:10  |

N Indica che il match ha fatto parte di una futura puntata di NXT.